# 邢界红
邢界红（1970年5月—），山东章丘人，汉族，中国共产党党员。中华人民共和国政治人物、第十三届全国人民代表大会内蒙古地区代表。
2018年2月24日，当选为第十三届全国人大代表。